# كافالا
قَوَالة أو (بالنقحرة: كافالا) (باليونانية: Καβάλα)، (بالإنجليزية:Kavala)، (بالتركية (العثمانية): قولة)، مدينة يونانية تقع في شمال البلاد ضمن منطقة مقدونيا الشرقية وتراقيا الإدارية، وهي مركز مقاطعة تحمل نفس اسمها ضمن هذه المنطقة الإدارية.

## الجغرافيا والمناخ
تقع المدينة على الساحل الشمالي لبحر إيجة على رأس خليج قَوَالَة، ترتفع المدينة من مستوى سطح البحر حتى قمم تلال (ماندرا كاري). تعتبر المرفأ البحري الأول لمقدونيا الشرقية، إلى الجنوب منها تقع جزيرة ثاسوس على بعد 20 كيلومتر.

### المناخ
| البيانات المناخية لـمحطة الطقس كافالا 2006-2018 | البيانات المناخية لـمحطة الطقس كافالا 2006-2018 | البيانات المناخية لـمحطة الطقس كافالا 2006-2018 | البيانات المناخية لـمحطة الطقس كافالا 2006-2018 | البيانات المناخية لـمحطة الطقس كافالا 2006-2018 | البيانات المناخية لـمحطة الطقس كافالا 2006-2018 | البيانات المناخية لـمحطة الطقس كافالا 2006-2018 | البيانات المناخية لـمحطة الطقس كافالا 2006-2018 | البيانات المناخية لـمحطة الطقس كافالا 2006-2018 | البيانات المناخية لـمحطة الطقس كافالا 2006-2018 | البيانات المناخية لـمحطة الطقس كافالا 2006-2018 | البيانات المناخية لـمحطة الطقس كافالا 2006-2018 | البيانات المناخية لـمحطة الطقس كافالا 2006-2018 | البيانات المناخية لـمحطة الطقس كافالا 2006-2018 |
| الشهر                                           | يناير                                           | فبراير                                          | مارس                                            | أبريل                                           | مايو                                            | يونيو                                           | يوليو                                           | أغسطس                                           | سبتمبر                                          | أكتوبر                                          | نوفمبر                                          | ديسمبر                                          | المعدل السنوي                                   |
| ----------------------------------------------- | ----------------------------------------------- | ----------------------------------------------- | ----------------------------------------------- | ----------------------------------------------- | ----------------------------------------------- | ----------------------------------------------- | ----------------------------------------------- | ----------------------------------------------- | ----------------------------------------------- | ----------------------------------------------- | ----------------------------------------------- | ----------------------------------------------- | ----------------------------------------------- |
| متوسط درجة الحرارة الكبرى °م (°ف)               | 9.7 (49.5)                                      | 10.9 (51.6)                                     | 13.7 (56.7)                                     | 18.0 (64.4)                                     | 22.9 (73.2)                                     | 27.3 (81.1)                                     | 30.1 (86.2)                                     | 30.6 (87.1)                                     | 25.6 (78.1)                                     | 19.9 (67.8)                                     | 15.7 (60.3)                                     | 11.3 (52.3)                                     | 19.6 (67.3)                                     |
| المتوسط اليومي °م (°ف)                          | 6.8 (44.2)                                      | 7.9 (46.2)                                      | 10.5 (50.9)                                     | 14.6 (58.3)                                     | 19.4 (66.9)                                     | 23.8 (74.8)                                     | 26.6 (79.9)                                     | 27.1 (80.8)                                     | 22.2 (72.0)                                     | 16.7 (62.1)                                     | 12.7 (54.9)                                     | 8.4 (47.1)                                      | 16.4 (61.5)                                     |
| متوسط درجة الحرارة الصغرى °م (°ف)               | 4.2 (39.6)                                      | 5.5 (41.9)                                      | 7.8 (46.0)                                      | 11.6 (52.9)                                     | 16.3 (61.3)                                     | 20.5 (68.9)                                     | 23.1 (73.6)                                     | 23.7 (74.7)                                     | 19.1 (66.4)                                     | 14.0 (57.2)                                     | 10.1 (50.2)                                     | 5.7 (42.3)                                      | 13.5 (56.3)                                     |
| الهطول مم (إنش)                                 | 57.5 (2.26)                                     | 65.4 (2.57)                                     | 68.2 (2.69)                                     | 37.8 (1.49)                                     | 48.7 (1.92)                                     | 51.8 (2.04)                                     | 25.4 (1.00)                                     | 21.4 (0.84)                                     | 49.8 (1.96)                                     | 64.7 (2.55)                                     | 48.6 (1.91)                                     | 62.0 (2.44)                                     | 601.3 (23.67)                                   |
| متوسط أيام هطول الأمطار                         | 9.2                                             | 9.1                                             | 11.6                                            | 7.9                                             | 8.5                                             | 7.7                                             | 4.2                                             | 2.8                                             | 5.4                                             | 7.4                                             | 7.9                                             | 9.3                                             | 91                                              |
| متوسط الرطوبة النسبية (%)                       | 64.9                                            | 65.0                                            | 66.6                                            | 65.8                                            | 67.8                                            | 67.8                                            | 68.4                                            | 68.8                                            | 67.7                                            | 65.8                                            | 66.1                                            | 67.7                                            | 66.9                                            |
| المصدر: meteokav.gr                             |                                                 |                                                 |                                                 |                                                 |                                                 |                                                 |                                                 |                                                 |                                                 |                                                 |                                                 |                                                 |                                                 |

| البيانات المناخية لـلكافالا، مطار "الإسكندر الأكبر" بالقرب من خريسوبولي                                                                                 | البيانات المناخية لـلكافالا، مطار "الإسكندر الأكبر" بالقرب من خريسوبولي | البيانات المناخية لـلكافالا، مطار "الإسكندر الأكبر" بالقرب من خريسوبولي | البيانات المناخية لـلكافالا، مطار "الإسكندر الأكبر" بالقرب من خريسوبولي | البيانات المناخية لـلكافالا، مطار "الإسكندر الأكبر" بالقرب من خريسوبولي | البيانات المناخية لـلكافالا، مطار "الإسكندر الأكبر" بالقرب من خريسوبولي | البيانات المناخية لـلكافالا، مطار "الإسكندر الأكبر" بالقرب من خريسوبولي | البيانات المناخية لـلكافالا، مطار "الإسكندر الأكبر" بالقرب من خريسوبولي | البيانات المناخية لـلكافالا، مطار "الإسكندر الأكبر" بالقرب من خريسوبولي | البيانات المناخية لـلكافالا، مطار "الإسكندر الأكبر" بالقرب من خريسوبولي | البيانات المناخية لـلكافالا، مطار "الإسكندر الأكبر" بالقرب من خريسوبولي | البيانات المناخية لـلكافالا، مطار "الإسكندر الأكبر" بالقرب من خريسوبولي | البيانات المناخية لـلكافالا، مطار "الإسكندر الأكبر" بالقرب من خريسوبولي | البيانات المناخية لـلكافالا، مطار "الإسكندر الأكبر" بالقرب من خريسوبولي |
| الشهر | يناير                                                                   | فبراير                                                                  | مارس                                                                    | أبريل                                                                   | مايو                                                                    | يونيو                                                                   | يوليو                                                                   | أغسطس                                                                   | سبتمبر                                                                  | أكتوبر                                                                  | نوفمبر                                                                  | ديسمبر                                                                  | المعدل السنوي                                                           |
| --- | ----------------------------------------------------------------------- | ----------------------------------------------------------------------- | ----------------------------------------------------------------------- | ----------------------------------------------------------------------- | ----------------------------------------------------------------------- | ----------------------------------------------------------------------- | ----------------------------------------------------------------------- | ----------------------------------------------------------------------- | ----------------------------------------------------------------------- | ----------------------------------------------------------------------- | ----------------------------------------------------------------------- | ----------------------------------------------------------------------- | ----------------------------------------------------------------------- |
| متوسط درجة الحرارة الكبرى °م (°ف) | 9.5 (49.1)                                                              | 10.3 (50.5)                                                             | 12.9 (55.2)                                                             | 17.5 (63.5)                                                             | 22.8 (73.0)                                                             | 27.4 (81.3)                                                             | 30.1 (86.2)                                                             | 30.2 (86.4)                                                             | 25.7 (78.3)                                                             | 20.4 (68.7)                                                             | 15 (59)                                                                 | 10.6 (51.1)                                                             | 19.4 (66.9)                                                             |
| متوسط درجة الحرارة الصغرى °م (°ف) | 1.8 (35.2)                                                              | 2.1 (35.8)                                                              | 4.7 (40.5)                                                              | 8.8 (47.8)                                                              | 13.4 (56.1)                                                             | 17.3 (63.1)                                                             | 19.5 (67.1)                                                             | 19.2 (66.6)                                                             | 15.2 (59.4)                                                             | 11 (52)                                                                 | 6.9 (44.4)                                                              | 3.3 (37.9)                                                              | 10.3 (50.5)                                                             |
| الهطول مم (إنش) | 41.3 (1.63)                                                             | 49.3 (1.94)                                                             | 36.6 (1.44)                                                             | 33.2 (1.31)                                                             | 30.2 (1.19)                                                             | 26.2 (1.03)                                                             | 22.4 (0.88)                                                             | 17 (0.7)                                                                | 24.8 (0.98)                                                             | 44.5 (1.75)                                                             | 62.3 (2.45)                                                             | 78.4 (3.09)                                                             | 466.2 (18.39)                                                           |
| المصدر: http://www.hnms.gr/emy/en/climatology/climatology_city?perifereia=East%20Macedonia%20and%20Thrace&poli=Kavala_Chryssoupoli (1985-2010 averages) |                                                                         |                                                                         |                                                                         |                                                                         |                                                                         |                                                                         |                                                                         |                                                                         |                                                                         |                                                                         |                                                                         |                                                                         |                                                                         |

## التاريخ
وجد في جوار المدينة ما يدل على أن المنطقة كانت مسكونة منذ العصر النيوليثي، ولكن تأسيسها تم على يد مستوطنين قدموا من جزيرة ثاسوس في القرن السادس قبل الميلاد، وكانت وقتئذٍ تدعى نيابوليس (Neapolis) بمعنى (المدينة الجديدة). أصبحت ميناء فيليبي، وأخذت صفة مدينة رومانية (سيفيتاس) عام 168 ق.م.، وكانت قاعدة أسطول بروتوس أثناء معركة فيليبي.
كانت الميناء التي يحط فيه القادمون من المشرق إلى أوروبا حيث يُعتقد أن بولس الرسول نزل فيها عندما كان ذاهبًا إلى فيليبي.
في الفترة البيزنطية أصبح إسمُها خريستوبوليس (Christoupolis) بمعنى (مدينة المسيح)، أحرقت المدينة من قيل الصليبيين أثناء تقدمهم نحو القسطنطينية عام 1185م. سيطر عليها الكنلانيون عام 1306، ولكن بدءاً من العام 1371 أصبحت جزءاً من الدولة العثمانية حيث ازدهرت كسوق زراعي ومركز لتجارة التبغ، ولد فيها عام 1769 م. محمد علي باشا والذي أصبح لاحقاً باشا مصر، وقد كان ابناً لتاجر تبغ ألباني.
استولت عليها القوات البلغارية عام 1913 أثناء الحروب البلقانية، وعند دخولها للمدينة قامت هذه القوات بارتكاب مجزرة بحق السكان الأتراك الذين لجؤوا لها من المناطق المجاورة مثل دراما وجبال رودوب، فبحسب التقديرات العثمانية وقتها بلغ عدد ضحايا المجزرة 7000 تركي. حيث كانت سياسة التطهير العرقي متبعة خلال هذه الحرب، بعد ذلك بعام دخلتها القوات اليونانية وطردت البلغار.
احتلتها بلغاريا مرة أخرى أثناء الحرب العالمية الثانية عندما كانت تحت النظام النازي. استعادنها اليونان بعد نهاية هذه الحرب.

## المعالم الأساسية

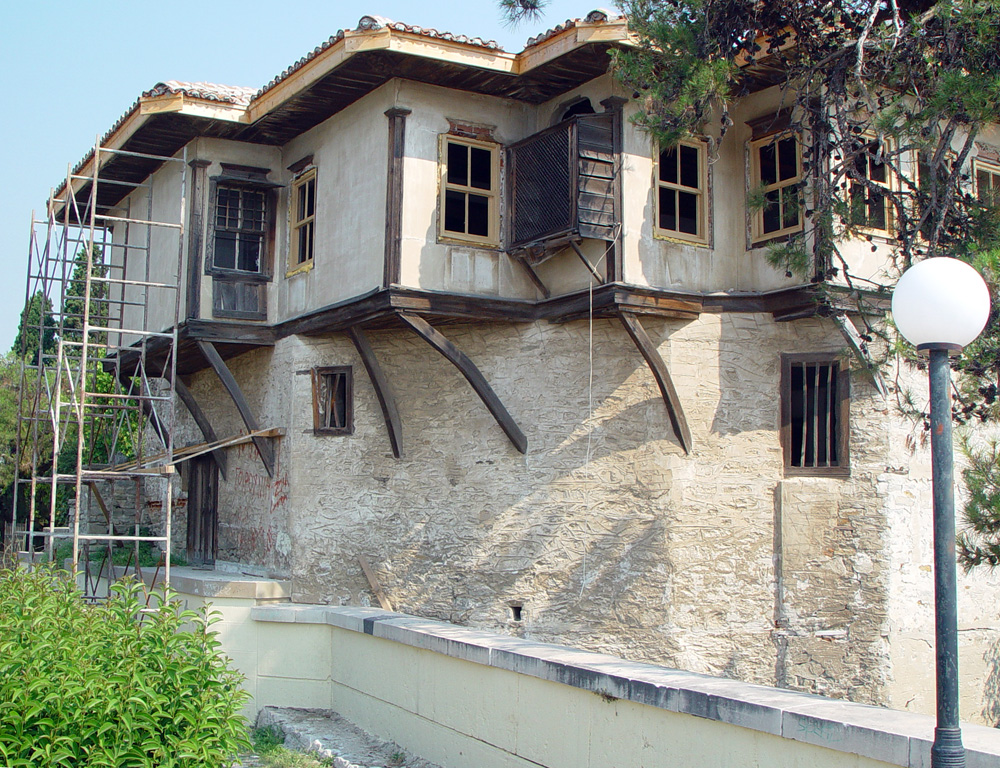
منزل محمد علي باشا

- قلعة قَوَالَة: وتقع ضمن بروز صخري مرتفع داخل البحر إلى الشرق من الميناء، وهي محاطة بأسوار بيزنطية تم تجديدها في القرن السادس عشر.
- مبنى الإمارت (Imaret): ويعرف أيضاَ ب(تنبل خانه) (Tembel Hane) ويعني (بيت الرجل الكسول) وهي مدرسة كان أعضاؤها معفيون من الخدمة العسكرية، وهو بناء مقبب أصبح الآن فندقاً فخماَ.
- منزل محمد علي باشا: وهو على الطراز العثماني بني عام 1720 م. بجانب بناء الإمارت، الآن أصبح مطعماً. مقابله يوجد تمثال ضخم لمحمد علي تبرعت به الجالية اليونانية بمصر.
- قناطر جر المياه: وهي من المعالم البارزة للمدينة تم بناءها على يد سليمان القانوني عام 1550 م. لجر المنياه للقلعة.
- مخازن التبغ: وعددها 200 مبنية على الطراز المعماري النيوكلاسيكي-العثماني، تم ترميمها ويتم استخدامها كمطاعم ومقاهي ونوادي ليلية.
- المتحف الأركيولوجي: يحتوي على لقى أثرية من قَوَالَة والمناطق المجاورة تعود للعصر النيوليتي وحتى الفترة العثمانية، ومن أهمها: -فسيفساء لدلافين تعود للفترة الهلنستية، - قبر مقدوني من أمفيبوليس، -مجموعة منحوتات تعود للقرن الخامس قبل الميلاد.

## متفرقات
- من أهم مواليد المدينة على الصعيد الرياضي اللاعب ثيودوروس زاغوراكيس كابتن المنتخب الوطني اليوناني الحائز على كأس أمم أوروبا عام 2004.
- أيضاً ولد فيها زيسيس فريزاس أحد لاعبي منتخب اليونان الحائز على الكأس الأوروبية لعام 2004.
- يوجد بالقرب من المدينة مطار دولي يدعى مطار الإسكندر الأكبر الدولي.
- يوجد في المدينة معهد تقني عالي.